# Danionella translucida
Danionella translucida är en fiskart som beskrevs av Roberts, 1986. Danionella translucida ingår i släktet Danionella och familjen karpfiskar. IUCN kategoriserar arten globalt som livskraftig. Inga underarter finns listade i Catalogue of Life.